# فاطمة مختاري
فاطمة أحلام مختاري (من مواليد 14 يونيو 1999) هي لاعبة جمباز فني جزائرية. مثلت الجزائر في دورة الألعاب الأولمبية الصيفية للشباب 2014 ودورة الألعاب الإفريقية 2019.

## التاريخ التنافسي
حصلت فاطمة على المركز الثاني عشر في جميع المنافسات في بطولة إفريقيا للناشئين 2014 في بريتوريا، جنوب إفريقيا ومثلت الجزائر في دورة الألعاب الأولمبية الصيفية للشباب 2014 في نانجينغ، الصين. في عام 2019، شاركت في دورة الألعاب الإفريقية عندما فازت بالميدالية الفضية في حدث الفريق الشامل.

## روابط خارجية
- فاطمة مختاري على موقع الاتحاد الدولي للجمباز (licence) (الإنجليزية)
- فاطمة مختاري على موقع الاتحاد الدولي للجمباز (biography) (الإنجليزية)
- فاطمة مختاري على موقع اللجنة الأولمبية الدولية (الإنجليزية)
- فاطمة مختاري على موقع أوليمبيديا (الإنجليزية)